# Argœuves
Argœuves település Franciaországban, Somme megyében. Lakosainak száma 562 fő (2022. január 1.). Argœuves Vaux-en-Amiénois, Amiens, Bertangles, Dreuil-lès-Amiens, Poulainville és Saint-Sauveur községekkel határos.

## Népesség
A település népességének változása:
| Lakosok száma | 542  | 549  | 557  | 542  | 543  | 544  | 546  | 546  | 562  |
|               | 2013 | 2015 | 2016 | 2017 | 2018 | 2019 | 2020 | 2021 | 2022 |